# Luboń
Luboń (germană Luban) este un oraș în Polonia. În 2015 avea 30939 de locuitori.